# Tvåfärgat ängsfly
Tvåfärgat ängsfly, Mesoligia furuncula, är en fjärilsart som beskrevs av Michael Denis och Ignaz Schiffermüller 1775. Tvåfärgat ängsfly ingår i släktet Mesoligia och familjen nattflyn, Noctuidae. Inga underarter finns listade i Catalogue of Life.